# Kanton Troyes-1
Der Kanton Troyes-1 ist ein französischer Wahlkreis im Département Aube in der Region Grand Est. Er umfasst einen Teilbereich der Stadt Troyes im Arrondissement Troyes. Im Jahr 1973 und nochmals im Rahmen der landesweiten Neuordnung der französischen Kantone im Frühjahr 2015 wurde sein Zuschnitt verändert.

## Gemeinden
Die 62.443 Einwohner umfassende Stadt Troyes ist in fünf Kantone aufgeteilt, im Kanton Troyes-1 leben davon 20.418 Einwohner (Stand: 2022).
Bis zur landesweiten Neuordnung der französischen Kantone im März 2015 gehörten zum Kanton Troyes-1 neben einem Teil des Stadtgebiets noch die zwei Gemeinden Saint-Parres-aux-Tertres und Villechétif. Er besaß vor 2015 den INSEE-Code 1022.

## Politik
| Vertreter im Departementrat | Vertreter im Departementrat      | Vertreter im Departementrat |
| Amtszeit                    | Namen                            | Partei                      |
| --------------------------- | -------------------------------- | --------------------------- |
| 2015–                       | Elisabeth Philippon Jacky Raguin | UMP                         |